# 鲍彤
鲍彤（1932年11月5日—2022年11月9日），籍貫浙江海宁，成長於上海，中学学历。曾任中国共产党第十三届中央委员会委员，中共中央宣传理论工作领导小组成员、中央党的建设工作领导小组成员，赵紫阳政治秘书、国家经济体制改革委员会副主任、中共中央政治体制改革研讨小组办公室主任、中共十三大文件起草小组组长等职务。鲍彤在1989年六四天安门事件中反对当局用武力镇压民主运动，支持时任中共中央总书记赵紫阳在民主和法制的轨道上解决问题的思路，但赵紫阳的方针不被当时的中央军委主席邓小平接受，最终以武力收场。鲍彤也成为当局当时逮捕的中共最高级别官员。

## 生平简历

### 早年时期
鲍彤生於浙江海寧縣硤石鎮，六個孩子之中排行第三。1938年全家搬至上海法租界貝勒路，並在附近就讀小學與初中。
1949年鲍彤高中就读于上海南洋中学，期间担任校学生会主席，并加入中国共产党，毕业后进入中共中央华东局，任中共中央华东局组织部干部处干事，1954年，被调入中共中央组织部，任干部二处干事，1964年，升任中央组织部研究室副主任。「文化大革命」开始后，受到冲击，被下放到五七干校劳动。1977年，参加全国科学大会文件起草工作。1978年，鲍彤被任命为国家科学技术委员会办公室负责人，后又调任政策研究室副主任。 1979年，鲍彤参加中共中央召开的理论工作务虚会。

### 改革开放
1980年改革开放时期开始，鲍担任国务院总理赵紫阳的政治秘书，后又兼任国家经济体制改革委员会委员、副主任、党组副书记等职。1987年，在中共十三大上当选为中央委员，任政治局常委政治秘书及中共中央政治体制改革研究室主任。1989年六四天安门事件中，鲍彤被撤职，并于5月28日在北京被捕。1992年3月，被撤销中央委员职务，开除党籍。7月，因泄露国家秘密罪和反革命宣传煽动罪两项罪名被判处有期徒刑7年。1996年5月，鲍刑满释放。此后，鲍彤一直生活在软禁中。

### 逝世
2022年11月9日7時08分，鮑彤逝世，享壽90歲，独立记者高瑜称鲍彤死于骨髓增生异常综合征，遺體告別式在同年11月15日早上在北京八寶山殯儀館「梅廳」舉行，11月22日下葬北京昌平鳳凰山陵園，與父母、妻子合葬。

## 六四密件
2001年4月，香港《信報》刊登一篇題為「鮑彤在學潮和動亂期間言行的交代」的文件，該文件由鮑彤於1989年9月在秦城監獄撰寫，完稿后曾被中共中央分發給中共元老級人物閱讀。鮑彤在文件中阐述了自己在六四天安门事件中的立场态度及相关秘辛，他称自己当时的想法是尽力缓解矛盾，避免激化矛盾。
1989年4月30日，时任中共中央总书记赵紫阳从朝鲜回北京后，鮑彤向赵紫阳反映《四二六社论》激化了学生的对立情绪，并建议赵紫阳5月3日的青年大会的讲话中不用加反对资产阶级自由化的内容。讲话在电视中播出后，他听到党内同志反映不错，并致电相关人员安排重播，赵紫阳對此并不知情。鮑彤称赵紫阳同苏共中央总书记戈尔巴乔夫谈话时关于邓小平的那一段话是鮑彤在起草时主动加上去的，原稿中并没有这一句话，但鮑彤认为应该将事情讲清楚说明白，同时要向社会解释邓小平的实际地位是党内共同决策的结果，并非邓小平个人恋权，以此澄清当时社会上一部分人关于邓小平的流言，但后来引起的后果是鮑彤始料不及的。鮑彤表示自己没有泄露过5月16日晚常委会的情况。

## 言论观点
鲍彤因为政治问题被判刑及软禁之遭遇，相较于担任中共官员时期他对政治改革的稳健态度，经历磨难后鲍彤的民主人权立场更加鲜明。鲍彤自2001年开始发表大量文章，部分被中国海外媒体转载。他也曾在RFI采访中表示欣赏习近平“以人为主体”的说法，并认为习近平做的还不够。
|                                        | 历史证明，新民主主义在毛泽东手里是反蒋介石的口号，是一张空头支票。现在要求中国共产党兑现这张空头支票是合情合理、有根有据的，谁欠债，谁就应该还债。……在毛泽东手里，社会主义是一把刀子，顺之者昌，逆之者亡；不管是党外的章伯钧、储安平，还是党内的刘少奇、彭德怀、习仲勋。毛泽东在中国，有权肆无忌惮，有权为所欲为。制度如此腐败，老百姓怎么活？这种制度，不改行吗？ |
| ——《鲍彤谈政局（一）：我看新民主主义》 | |

|                                          | 我主张和平改良，我反对革命。中国两千多年以来，没有一次革命是成功的。毛泽东依靠农民打倒了地主，使国家成为总地主，使国有土地成为摇钱树；谁有权有势，谁就来支配土地、发土地财。共产党的社会主义革命消灭了旧社会的资本家，新社会的权贵又成为新的资本家，革命成功了吗？没有。革命让全民付出代价，结果是以暴易暴，对劳苦大众有什么好处？如果可以选择，我愿意选择和平改良、和平演变。 |
| ——《鲍彤谈政局（二）：中国到底该怎么办》 | |

|                                         | 《零八宪章》这些主张都是现代文明国家已经实行并且已经起了很好的作用。《零八宪章》的宗旨是呼吁所有具有使命感的中国公民，不分朝野，不论身份，参与到公民运动中来，实现国人百年的追求与梦想。这无非是《中华人民共和国宪法》的本义和延伸。我愿意明明白白告诉当局，零八宪章没有罪，它的理念、主张和呼吁都没有罪。我们的国家不是中华帝国、中华官国，也不是中华党国，它叫中华人民共和国。 |
| ——鮑彤《“零八宪章”何罪？—不得不说的话》 | |

|                                            | 不管是谁，不谈一国两制则已；要谈，必须以《中英联合声明》为唯一的法律根据，因为这是香港回归的基础、是中英两国昭告世人并且必须信守不渝的准则。根据这一声明，香港外交和国防以外官员的普选统统属于港人治港范畴，理应由港人自主决定。中央如果反悔了，就应该正大光明地宣佈撕毁条约、另起炉灶，但必须明明白白晓谕天下，不应该偷偷摸摸变戏法。 |
| ——鲍彤《一国两制的法定义和白皮书的篡改义》 | |

|                                  | 中共《党章》说，有个东西叫“邓小平理论”。出于政治需要，把党魁册封为“理论大师”是共产党的一种游戏，但事实上不存在“邓小平理论”，正如人间没有“秦始皇理论”一样。秦始皇建立中央集权并不依靠理论，邓小平也用不着。他凭借毛泽东为共产党打造的权力，开创了一条“邓小平道路”，使中国进入了腐败的深渊。不同的是，焚书坑儒很少有人歌颂，“邓小平道路”却香火不绝，被膜拜者们一路点赞至于今。 |
| ——鲍彤《邓小平道路与中国的腐败》 | |

## 著作
- 《鮑彤文集》，2012年7月17日，新世紀出版社，ISBN 9789881557070。收錄2001年1月到2012年5月之間的113篇文章.
- 《鲍彤自述》，2018年—2020年录音整理的“鲍彤口述”

## 获奖
1998年，鮑彤被中国民主教育基金会评选为中国杰出民主人士。
2017年11月，获得独立中文笔会颁发的刘晓波纪念奖。

## 家庭
父亲鲍佩人，母亲吴珩，排行第三。
妻子蒋宗曹，1954年秋天，考入中国人民大学俄文系。不久被查出患有肺结核，被学校退学。因此就调到了中组部干部处。1954年底，被安排到中央机关在北京郊区的黑山扈肺病疗养院治疗。1955年春治愈出院，得了传染病，担心原室友嫌弃，没地方住，于是干脆就决定结婚。（据《鲍彤自述》）
儿子鲍朴，出版赵紫阳回忆录《改革历程》。曾准备出版李鹏六四日记未果。